# Eurygyrus nicarius
Eurygyrus nicarius är en mångfotingart som först beskrevs av Karl Wilhelm Verhoeff 1901.  Eurygyrus nicarius ingår i släktet Eurygyrus och familjen Schizopetalidae. Inga underarter finns listade i Catalogue of Life.